# The Marina Torch
The Marina Torch (česky: Přístavní pochodeň) je obytný mrakodrap ve čtvrti Dubai Marina v emirátu Dubaj ve Spojených arabských emirátech.
Věž se stala nejvyšší obytnou budovou světa v roce 2011, když předčila budovu Q1 ve městě Gold Coast v Austrálii. V roce 2012 jí předčili mrakodrapy 23 Marina a Princess Tower na protější straně ulice a poté mrakodrap 432 Park Avenue v New Yorku. Budova je vysoká 336,8 metru a má 79 pater.
Dne 21. února 2015 byla poškozena požárem a od července 2016 procházela rozsáhlou renovací během níž 4. srpna 2017 došlo k dalšímu požáru. Díky včasné evakuaci si žádný z požárů nevyžádal oběti na životech.